# Asellia arabica
Asellia arabica és una espècie de ratpenat de la família dels hiposidèrids. És endèmic del sud de la península Aràbiga.

## Descripció

### Dimensions
És un ratpenat de petites dimensions, amb la llargada de l'avantbraç entre 43,1 i 46,5 mm.

### Aspecte
Les parts dorsals varien del beige al gris-marronós clar, amb reflexos groguencs o color rovell pàl·lid, mentre que les parts ventrals són una mica més clares. La fulla nasal consisteix en una porció posterior tricuspidada i una d'anterior ampla i gariebé sense pigment. Les membranes alars són gris-marronós clar. La cua s'estén una mica més enllà de l'uropatagi, que està poc desenvolupat.

## Biologia

### Alimentació
S'alimenta d'insectes.

## Distribució i hàbitat
Aquesta espècie és difosa a l'extrem meridional de la península Aràbiga, del sud-est del Iemen sud-oriental al sud-oest d'Oman.

## Conservació
Com que fou descoberta fa poc, l'estat de conservació d'aquesta espècie encara no ha estat avaluat formalment.